# Федулин, Александр Алексеевич
Александр Алексеевич Федулин —бывший  ректор Российского государственного университета туризма и сервиса, доктор исторических наук, профессор, автор более 250 научных и учебно-методических работ, изданных в России и за рубежом. Заслуженный работник высшей школы Российской Федерации» (2009).

## Образование
В 1982 г. — окончил Московский государственный историко-архивный институт, специальность «Историко-архивоведение»; квалификация историк-архивист;
В 1988 г. — решением Совета при Московском государственном историко-архивном институте от 8 января 1988 г. (протокол № 2) присуждена ученая степень кандидата исторических наук. Тема диссертации: «Население г. Москвы, 1917—1923 гг.: (Численность, динамика, социальная структура)»;
В 1991 г. — решением Государственного комитета СССР по народному образованию от 31 января 1991 г. № 1/241-д присвоено ученое звание доцента по кафедре истории СССР.
В 2000 г. — решением Высшей аттестационной комиссии от 21 июля 2000 г. № 31д/1 присуждена ученая степень доктора исторических наук. Тема диссертации: «Исторический опыт становления и развития системы социального партнерства в России»;
В 2002 г. — решением Министерства образования Российской Федерации от 20 марта 2002 г., № 144-п присвоено ученое звание профессора по кафедре организации и технологии в гостиничном хозяйстве.

## Карьера
1977—1977 Ученик комплектовщика технической документации отдела технического оформления Всесоюзного научно-исследовательского института радиационной техники, г. Москва
1977—1977 Комплектовщик технической документации отдела технического оформления документации Всесоюзного научно-исследовательского института радиационной техники, г. Москва
1977—1980 Комплектовщик изделий и инструмента цеха № 63 опытного производства Всесоюзного научно-исследовательского института радиационной техники, г. Москва
1980—1982 Студент дневного отделения Московского государственного историко-архивного института, г. Москва
1982—1982 Старший архивист Московского государственного историко-архивного института, г. Москва
1982—1984 Служба в рядах Советской Армии
1984—1984 Старший инженер лаборатории документоведения Московского государственного историко-архивного института, г. Москва
1984—1985 Инженер-электроник ЭВМ Московского государственного историко-архивного института, г. Москва
1985—1988 Начальник учебного отдела Московского государственного историко-архивного института, г. Москва
1988—1989 Старший преподаватель кафедры «Специальная гуманитарная подготовка кадров» Московского технологического института
1989—1989 Доцент кафедры «Специальная гуманитарная подготовка кадров» Московского технологического института
1989—1991 Декан факультета общественных и гуманитарных наук Московского технологического института
1991—1995 Проректор по международным связям Московского технологического института
1995—1999 Проректор-начальник международного департамента Государственной академии сферы быта и услуг
1999—2000 Директор Института туризма и гостеприимства Государственной академии сферы быта и услуг
2000—2003 Заведующий кафедрой «Организация и технология в гостиничном хозяйстве» Московского государственного университета туризма и сервиса
2003—2005 Директор Института туризма и гостеприимства (г. Москва) (филиал) Государственного образовательного учреждения высшего профессионального образования «Московский государственный университет сервиса»
2005—2006 Проректор по административно-хозяйственной и финансово-экономической работе Государственного образовательного учреждения высшего профессионального образования «Московский государственный университет сервиса»
2006—2016 Ректор Государственного образовательного учреждения высшего профессионального образования «Московский государственный университет сервиса»
2016—2016 Советник ректора Федерального государственного бюджетного образовательного учреждения высшего образования "Российский государственный университет туризма и сервиса
2016—2017 Исполняющий обязанности ректора Федерального государственного бюджетного образовательного учреждения высшего образования "Российский государственный университет туризма и сервиса
2017 — по н/в Ректор Федерального государственного бюджетного образовательного учреждения высшего образования «Российский государственный университет туризма и сервиса».
6 марта 2022 года после вторжения России на Украину подписал письмо в поддержку действий президента Владимира Путина.

## Семья
Женат, имеет 2 детей, 3 внуков.

## Награды
Государственные награды
- Лауреат премии Правительства Российской Федерации 2023 года в области туризма [2]
- Медаль ордена «За заслуги перед Отечеством» II степени (23 ноября 2023 года) — за заслуги в научно-педагогической деятельности, подготовке квалифицированных специалистов и многолетнюю добросовестную работу[3]
- Почётное звание «Заслуженный работник высшей школы Российской Федерации» (25 ноября 2009 года) — за заслуги в научно-педагогической деятельности и большой вклад в подготовку квалифицированных специалистов[4]

Ведомственные и региональные награды
- Почетная грамота Министерства образования Российской Федерации, 2004 г.;
- Почетная грамота Федерального агентства по туризму, 2006 г.;
- Почетное звание «Почетный работник высшего профессионального образования Российской Федерации», 2007 г.;
- Знак Губернатора Московской области «За полезное», 2008 г.;
- Знак Московской областной Думы «За содействие закону», 2008 г.;
- Почетное звание «Почетный работник науки и техники Российской Федерации», 2009 г.;
- Почетное звание «Заслуженный работник высшей школы Российской Федерации», 2009 г.;
- Нагрудный знак Министерства спорта, туризма и молодежной политики Российской Федерации «Почетный работник туриндустрии», 2009 г.;
- Почетный знак Московской областной Думы «За трудовую доблесть», 2009 г.;
- Почетное звание «Почетный работник туриндустрии», 2009 г.;
- Почетная грамота Федерального агентства по туризму, 2012 г.;
- Медаль К. Д. Ушинского, 2014 г.;
- Благодарность Председателя Совета Федерации Федерального Собрания Российской Федерации, 2014 г.;
- Почетная грамота Федерального агентства по туризму, 2014 г.;
- Благодарность Полномочного представителя Президента Российской Федерации в Центральном Федеральном округе , 2014 г.;
- Почетный знак Московской областной думы «За труды», 2015 г.;
- Почетный знак Московской областной Думы «За верность Подмосковью», 2017 г.;
- Нагрудный знак Министерства культуры Российской Федерации «За вклад в развитие туризма в Российской Федерации», 2018 г.;
- Почетная грамота Федерального агентства по туризму, 2018 г;
- Почетная грамота Председателя Совета Федерации Федерального Собрания Российской Федерации, 2019.

Награды общественных организаций и фондов
- Медаль «В память 850-летия Москвы», 1997 г.;
- Юбилейная медаль «100 лет профсоюзам России» Федерации независимых профсоюзов России, 2004 г.;
- Почетный знак «За заслуги в развитии Олимпийского движения в России» Олимпийского комитета России, 2008 г.;
- Знак Счетной палаты Российской Федерации «За заслуги в экспертной работе» II степени, 2009 г.;
- Медаль «За безупречную службу» Союзного Государства, 2009 г.;
- Памятная медаль «Патриот России» Российского государственного историко-культурного центра при Правительстве Российской Федерации, 2011 г.;
- Медаль «За жертвенные труды» III степени Московской Епархии Русской Православной Церкви, 2012 г.
- Медаль «Патриот России», 2013 г.;
- Медаль «Патриот России», 2014 г.;
- Грамота к памятной медали «XXII Олимпийские зимние игры и XXI Паралимпийские зимние игры 2014 года в г. Сочи» Президента Российской Федерации, 2014 г.;
- Юбилейный знак 25 лет Договору о коллективной безопасности, 2019.

## Членство в экспертных и консультативных советах и комиссиях
- Член Президиума Правительственной комиссии по развитию туризма в Российской Федерации;
- Член проектного комитета по национальному проекту «Туризм и индустрия гостеприимства»;
- Член подкомиссии по вопросам предоставления субсидий из федерального бюджета в сфере туризма Правительственной комиссии по развитию туризма в Российской Федерации; заместитель председателя подкомиссии;
- Председатель Общественно-экспертного совета по национальному проекту «Туризм и индустрия гостеприимства»;
- Член Экспертного совета Комитета Государственной Думы по туризму и развитию туристической инфраструктуры;
- Член Экспертного совета при Комитете по образованию, культуре, науке, туризму, спорту и молодежной политике Московской областной Думы;
- Член Экспертного Совета Программы «Больше, чем путешествие»;
- Член Комитета по развитию детского и семейного туризма Общенационального Союза Индустрии Гостеприимства;
- Член комиссии Всероссийской общественной организации «Русское географическое общество» по развитию туризма;
- Член  Попечительского Совета регионального отделения Российского военно-исторического общества в Московской области;
- Председатель Экспертного совета по туризму при Комитете Совета Федерации по социальной политике;
- Член Координационного совета по развитию туризма в Российской Федерации при Правительстве Российской Федерации; член рабочей группы по кадровому обеспечению в сфере туризма Координационного совета по развитию туризма в РФ; член рабочей группы по молодежному туризму Координационного совета по развитию туризма в РФ; член рабочей группы по социальному туризму Координационного совета по развитию туризма в РФ;
- Член Координационного совета по реализации проекта «Создание Всероссийского пляжного семейного курорта «Новая Анапа»;
- Председатель Президиума Координационного совета по развитию туризма Ассоциации межрегионального социально-экономического взаимодействия «Центральный федеральный округ»;
- Член Московского областного научно-технического совета Министерства инвестиций, промышленности и науки Московской области.
- Член Экспертного Совета по высшему образованию при Комитете Государственной Думы по образованию и науке Архивная копия от 3 декабря 2019 на Wayback Machine;
- Член Комитета по предпринимательству в сфере туризма Торгово-промышленной палаты Российской Федерации;
- Член Общественного совета при Министерстве культуры Московской области;
- Член Общественного совета при Комитете по туризму г. Москвы;
- Член Координационного совета по развитию детского туризма в Московской области;
- Член Общественного совета при Министерстве потребительского рынка и услуг Московской области;
- Председатель Московского областного отделения Национальной академии туризма;
- Председатель Московского областного отделения Всероссийской общественной организации «Русское географическое общество»;
- Член Совета по присуждению ежегодных премий Губернатора Московской области «Наше Подмосковье»;
- Член совета по профессиональным квалификациям в индустрии гостеприимства при Ассоциации «Федерация рестораторов и отельеров»;
- Член президиума ФУМО ВО по укрупненной группе специальностей и направлений подготовки 43.00.00 «Сервис и Туризм»;
- Член Общественного совета федерального партийного проекта «Старшее поколение» на территории Московской области при Московской областной Думе;
- Член Наблюдательного совета Общероссийского отраслевого объединения работодателей сферы жизнеобеспечения;
- Член Наблюдательного совета национальной премии «Горы России».

## Научная деятельность
Автор более 250 научных и учебно-методических работ, изданных как в России, так и за рубежом, в том числе:
- Использование нестатистических источников для определения численности рабочего класса г. Москвы в 1917 г. (на примере Рогожского и Симоновского районов) (статья) Вопросы историографии и источниковедения Советского общества, М., МГИАИ, 1986 деп. в ИНИОН АН СССР № 29196 от 22.04.87
- Революционный «жилищный передел» в г. Москве (1918—1921 гг.) (статья) Вопросы истории 1987, № 5
- Москва. Октябрь. Революция Документы и воспоминания (статья) Советские архивы, 1987, № 3
- Новый документ об организации рабочих г. Москвы в 1917 г. (статья), Археографический ежегодник за 1986 г., М., Наука, 1987
- «Население г. Москвы» (1917—1923 г.г.) (Автореферат диссертации на соискание ученой степени к.и.н.), М., МГИАИ,1987
- Из каморок в Дома-Комуны. Как Моссовет вел «революционный жилищный передел». (Страничка истории города) (статья) «Вечерняя Москва», 15 июля 1988 г.
- Москва, 1920-й. Сколько нас было? (Странички истории города) (статья) «Вечерняя Москва», 2 января 1988 г.
- Становление и развитие системы социального партнерства в России (монография) «Галерея», М., 1999
- Органы государственной власти и политика социального партнерства (статья) Проблемы Отечественной истории. Сборник научных статей. Выпуск № 5, М., РАГС, 1999
- Власть и профсоюзы: опыт, проблемы взаимодействия (статья) Актуальные проблемы политики и политологии в России, М., РАГС, 1999
- Социальное партнерство в системе высшего образования (статья) Социальное партнерство в образовательной сфере России: теория и практика, М., РАГС, 1999
- Становление и развитие системы социального партнерства в России (монография) М.: Галерея 1999
- Институт государственного управления в системе социального партнерства (статья) «Армагедон» (актуальные проблемы истории, философии, культурологии). Книга третья. М., Московский педагогический университет, 1999
- Первый выпуск студентов Института туризма и гостеприимства (статья) «Моя Москва», № 8, 1999
- Хороших специалистов много не бывает (статья) «Мир Аэрофлота» № 5, 1999
- Выпускники ИТГ помогут создать в России крупную туристическую отрасль (статья) «Туризм: проблема, практика, перспективы», № 3, 1999
- Кадры новой формации (статья) «Парад отелей», № 1, 2000
- Как и чему учат студентов в туристических вузах (статья) Журнал «Туризм», М.: 2003, № 3
- О состоянии и проблемах туристического образования в России (статья) Бюллетень «Финансовый эксперт» М.:2004, — № 4
- Стандарт нового поколения — пока только эксперимент (статья) Журнал «Стандарт 5 звезд», М.: 2004, № 2
- Туристское образование: основные тенденции и перспективы (монография), коллектив авторов, М.: Издательство ООО «Логос», 2004
- О федеральных государственных образовательных стандартах в туризме (тезисы) Материалы 3-ймеждународной конференции стран-членов Организации Черноморского экономического сотрудничества 13-15 сентября 2007 г. г. Геленджик, Краснодарский край
- Кто и как участвует в Болонской конвенции. Неизбежность. Плюсы и минусы (статья) Журнал «Парад отелей» № 1 (40) 2008 г.
- Инновационные технологии подготовки кадров для сферы сервиса и туризма (презентация) Сервис plus. Научный журнал.- М: 2008. № 4. с. 19-21
- Инвестиции в человеческий капитал — путь развития профессионального образования в сфере сервиса и туризма (статья) Научно-практический журнал «Современные проблемы сервиса и туризма» М.:2008 № 4, с.79-82
- Роль ФГОУВПО «Российский государственный университет туризма и сервиса» в развитии образования в области туризма и сервиса (статья)Вестник Национальной академии туризма. СПб.: 2008, № 4(8), с.67-69
- Образование — важный компонент антикризисной стратегии для сервиса и туризма (статья) Журнал «Мирас», № 1 (9), 2009 Казахстан г. Астана
- Современное состояние и приоритетные направления развития туризма и туристского образования в России (статья) Современные проблемы сервиса и туризма. Научно-практический журнал. М.: 2009, № 4
- Приоритетные задачи формирования науки о сервисе (статья) Сервис plus. Научный журнал.- М: 2009. № 3. с. 67-74
- Сервис в историческом и философском осмыслении (монография) М.: Собрание, 2010.
- Мифы о сервисе (статья) Сервис plus. Научный журнал.- М:, 2010. № 1. с. 3-13
- Развитие системы дополнительного образования в туризме как один из путей решения проблемы общегражданской идентичности (статья) Вестник ассоциации вузов туризма и сервиса. Научный журнал.- М: 2012. № 3. с. 39-41
- Модернизация России (XIX—XX в.в.): социальные и политические процессы (учебное пособие), коллектив авторов, М.: Альфа-М: ИНФРА-М, 2007 г. серия «Сервис и туризм»
- Сервис и туризм: Словарь-справочник (учебное нормативно-методическое издание), коллектив авторов, М.: «Альфа-М», 2008
- Культура регионов России (учебник для студентов вузов, обучающихся по направлениям подготовки и специальностям «Сервис», «Туризм», «Социально-культурный сервис и туризм»), (коллектив авторов). М.: Собрание, 2010
- Отечественная история IX—XIX вв. (учебник), (коллектив авторов), М.: КНОРУС, 2010
- История туризма (учебник), (коллектив авторов), М.: Федеральное агентство по туризму, 2014. — 256 с.
- Психология делового общения в туризме и гостеприимстве (учебное пособие), коллектив авторов, М.: Федеральное агентство по туризму, 2014. — 192 с.
- Гостиничный менеджмент (учебное пособие), коллектив авторов, М.: КНОРУС, 2016. — 426 с. — (Бакалавриат)
- Актуальные проблемы развития туристской инфраструктуры Армении и России (статья) Сервис plus. Научный журнал — М.: 2016. т. 10. № 1. с. 38-44
- Роль администраций малых городов в формировании туристского продукта (статья) Современные проблемы сервиса и туризма. Научно-практический журнал. М.: 2017. Т. 11. № 2. С. 131—133.
- Энциклопедия туризма (монография), коллектив авторов, НП «КиТ», М.: ФГБОУ ВО «РГУТИС», 2017, 496 с.